# Prionacis ligaoi
Prionacis ligaoi är en stekelart som beskrevs av Ian D. Gauld 1987. Prionacis ligaoi ingår i släktet Prionacis och familjen brokparasitsteklar. Inga underarter finns listade i Catalogue of Life.